# Penicillium glaucum
Penicillium glaucum Link, 1805 è una muffa della famiglia delle Trichomaceae usata per realizzare alcuni tipi di "formaggio blu", tra i quali il Bleu de Gex, il Rochebaron e alcune varietà di Bleu d'Auvergne (per altri formaggi blu, fra cui il Gorgonzola, il Fourme d'Ambert, il Roquefort e lo Stilton si adopera invece il Penicillium roqueforti).
Nel 1874 sir William Roberts, un medico inglese di Manchester, osservò che le colture di questa muffa non presentavano contaminazione batterica.
Louis Pasteur lavorò su questa scoperta notando che il Bacillus anthracis non cresceva alla presenza del Penicillium notatum.  
Il Penicillium glaucum si nutre solo di un  isomero dell'acido tartarico, cosa che lo rende utile negli studi avanzati sulla chiralità di tali composti.